# Vetapalem
Vetapalem là một thị trấn thống kê (census town) của quận Prakasam thuộc bang Andhra Pradesh, Ấn Độ.

## Địa lý
Vetapalem có vị trí 15°47′B 80°19′Đ / 15,78°B 80,32°Đ Nó có độ cao trung bình là 6 mét (19 feet).

## Nhân khẩu
Theo điều tra dân số năm 2001 của Ấn Độ, Vetapalem có dân số 37.037 người. Phái nam chiếm 49% tổng số dân và phái nữ chiếm 51%. Vetapalem có tỷ lệ 59% biết đọc biết viết, thấp hơn tỷ lệ trung bình toàn quốc là 59,5%: tỷ lệ cho phái nam là 68%, và tỷ lệ cho phái nữ là 50%. Tại Vetapalem, 11% dân số nhỏ hơn 6 tuổi.